# 화염레오
《화염레오》(Pyroar, 일본어: カエンジシ 카엔지시[*])의 분류는 임금 포켓몬이다.

## 특징
사자의 모습을 한 포켓몬으로, 레오꼬가 레벨 35에 진화하며, 진화하면서 몸집이 커지고 갈기도 크게 성장했다.
갈기의 모양은 수컷과 암컷이 각각 다르며, 무리 중에서 가장 큰 갈기를 가진 수컷이 우두머리가 된다.
암컷은 새끼들을 지키는 역할을 한다. 섭씨 6000도의 숨을 내뿜어 격렬하게 상대를 위협한다.

## 레오꼬
레오꼬(Litleo, 일본어: シシコ 시시코[*])의 분류는 어린사자포켓몬이다.
강한 상대에게 맞설 때일수록 붉은 갈기의 온도가 높아지고 전신에 힘이 넘쳐난다.
야생 레오꼬는 강해지기 위해 무리를 벗어나 홀로 생활하게 된다.
혈기가 왕성하여 쉽게 싸우려고 든다.
《포켓몬스터 XY》97화에서 등장한다.